# Autorretrato 7 (Amrita Sher-Gil)
Autorretrato 7 é um autorretrato da artista húngara-indiana Amrita Sher-Gil, um dos vários autorretratos concluídos em 1930 em Paris. Ele a mostra como uma personagem "vivaz e jovial". No retrato, o cabelo de Sher-Guil cai livremente e ela usa um vestido que revela seus ombros. Ela aparece inclinada para a frente em direção ao observador e parece sedutora.[2] Foi comparado ao retrato de Renoir da atriz Jeanne Samary (1877) e à pintura do final do século XIX de Raja Ravi Varma, Lady Holding a Fruit. É um de seus 19 autorretratos conhecidos criados na Europa.

## Descrição e Análise
Este autorretrato, realizado em 1930, representa um dos primeiros ensaios de Amrita Sher-Gil no gênero da autorrepresentação — um exercício não apenas técnico, mas existencial, em que a artista constrói, pela imagem, sua identidade enquanto mulher, mestiça e aspirante a pintora em um mundo profundamente hierarquizado pelo gênero e pela cultura colonial.